# Max Headroom (personaggio)
Max Headroom è un personaggio immaginario, protagonista dell'omonima serie televisiva britannica.

## Storia
Max Headroom venne creato agli inizi del 1985 da George Stone, Annabel Jankel e Rocky Morton.
Il nome "Max Headroom" (dall'inglese "altezza massima") deriva dall'espressione usata nei segnali stradali, perdipiù ha anche un significato tecnologico dal momento che in elettronica, in particolare nel campo dell'audio (sia digitale e che analogico), headroom è anche il termine usato per descrivere la capacità di un circuito amplificatore nel gestire segnali in modo che non vadano in distorsione.
Nonostante venisse definito "il primo personaggio televisivo generato dal computer", la tecnologia degli anni ottanta non era in grado di ottenere artificialmente l'immagine di una testa parlante da potersi utilizzare in una serie televisiva. L'immagine di Max era allora ottenuta grazie all'attore Matt Frewer che veniva truccato con delle protesi facciali e con addosso un abito da sera di fibra di vetro. Le riprese venivano fatte con uno schermo blu che consentiva di sovrimprimere uno sfondo geometrico astratto in movimento.